# TCM Clásico
TCM Clásico fue un canal privado español, de pago, propiedad de Time Warner, bajo la marca internacional Turner Classic Movies (TCM). El canal está dedicado al cine clásico, desde los inicios de Hollywood hasta los años 70 .

## Historia
TCM Clásico nace el 1 de febrero de 2007 de su canal hermano TCM, para separar los contenidos cinematográficos de TCM en dos. TCM Clásico emitiría el cine clásico desde los inicios del cine, hasta los años 70, dejando el cine más moderno, desde los 70 hasta la actualidad, para TCM.
El 1 de febrero de 2012, el canal TCM Clásico cesó sus emisiones para dejar paso a un nuevo canal llamado TCM Autor, un canal dedicado a la emisión de cine de género independiente de cualquier país: europeo, asiático, americano, etc.
A pesar del cese de emisiones de TCM Clásico, la programación de este canal dedicada al cine anterior de los años 70, se puede seguir disfrutando a través del canal principal TCM.

## Programación
TCM Clásico emite principalmente cine clásico estadounidense, y completa su programación con otros contenidos dedicados al cine, como por ejemplo documentales de producción propia: en 2008 ha estrenado “Brando” (dedicado al actor Marlon Brando y presentado en el Festival de Cannes) y Val Lewton: Man of the Shadows narrado por Martin Scorsese. También ofrece programas y entrevistas como “La Noche de..”, en el que un personaje relevante del mundo de la cultura presenta a los espectadores sus dos películas favoritas, el especial “El cine en 10 géneros”, con el que la cadena hace un repaso a la historia del séptimo arte mediante una serie de cortos documentales dedicados a los principales géneros cinematográficos, o “La película de mi vida”, en la que los propios espectadores son los encargados de presentar las películas que marcaron sus vidas y que consideran imprescindibles para cualquier amante del cine.